# Paspalum scutatum
Paspalum scutatum är en gräsart som beskrevs av Christian Gottfried Daniel Nees von Esenbeck och Carl Bernhard von Trinius. Paspalum scutatum ingår i släktet tvillinghirser, och familjen gräs. Inga underarter finns listade i Catalogue of Life.